# That's Girls Life
『That's Girls Life』（ザッツ・ガールズ・ライフ）は、2008年12月24日に発売された岡本玲の1枚目のアルバムである。

## 概説
2008年にソロ歌手としてデビューした岡本玲の1stアルバム。
DVD付初回限定盤と通常盤の2形態で発売。
岡本曰く「女の子の色々な気持ちがいっぱいつまった、バラエティ豊かなアルバム」「恋、夢、家族友達。今、思うことを素直に曲に込めた」。
アルバムの最初と最後に収録されている「Windy Field」は岡本が小学3年生の時に作った曲をアレンジしたもので、グランドピアノで演奏。本作発売以降、CDリリースはされていない。

## 収録曲

### CD
1. Windy Field 〜Prologue〜
作曲：Rei、ピアノ：岡本玲
この曲を作ったのは小学3年生の時で、音楽コンクールに出して大会に出場した[5]。
2. teenage days
作詞：Rei、作曲・編曲：原一博
1stシングル。
3. 絆創膏
作詞：Rei、作曲・編曲：オオヤギヒロオ
絆創膏という漢字3文字のフォルムの可愛さが好きで、言葉から想像で広げて作詞したという[5]。
4. Apple Candy
作詞：Rei、作曲：松浦友也、編曲：陶山隼
岡本はこの曲を最も歌ってほしい曲と語っている。
「すごくノリの良い可愛い曲」[3]。
「地元の神社の夏祭りで好きな人と…」という岡本の理想の恋愛を描いている[5]。
5. 恋愛方程式
作詞：Rei、作曲・編曲：原一博、Strings Arrangement：弦一徹
3rdシングル。
6. Girl's be…
作詞：rockco.、作曲：福井昌彦、編曲：川端良征
ウィスパーを使うなどボーカル面での挑戦が見られる[5]。
7. Honeybee
作詞：rockco.、作曲・編曲：原一博、Strings Arrangement：弦一徹
8. Who I am?
作詞：rockco.、作曲・編曲：オオヤギヒロオ
9. Railroad Star
作詞：Rei、作曲・編曲：原一博
2ndシングル。
10. Broken Wing
作詞：rockco.、作曲・編曲：原一博
11. 相合傘
作詞：Rei、作曲・編曲：原一博、Strings Arrangement：弦一徹
「許されない2人」がテーマの曲[5]。
12. My Sweet Home Town
作詞：Rei、作曲：松浦友也、編曲：川端良征、Brass Arrangement：竹上良成
故郷の和歌山のことを歌った曲で、特に思い入れが強い歌だという[5]。
13. Windy Field 〜Epilogue〜
作曲：Rei、ピアノ：岡本玲

### DVD
1. teenage days（ミュージックビデオ）
2. nicola卒業式!〜全国縦断握手会
3. Railroad Star（ミュージックビデオ）
4. 恋愛方程式（ミュージックビデオ）
5. ミュージックビデオ メイキング / フォト・セッション